# Список чемпионов M-1
M-1 Challenge — соревнования по смешанным единоборствам, проводимые базирующейся в Амстердаме организацией M-1 Global, президентом которой является Вадим Финкельштейн, совладельцем — Фёдор Емельяненко.

## Чемпионы Challenge

### Чемпионы в тяжёлом весе
свыше 93 кг (205 фунтов)
| №                                                              | Имя                                                                        | Дата                                      | Место получения | Защиты |
| -------------------------------------------------------------- | -------------------------------------------------------------------------- | ----------------------------------------- | --------------- | --- |
| 1                                                              | Гурам Гугенишвили (поб. Кенни Гарнера)                                     | 28 октября 2010 (M-1 Challenge 21)        | Санкт-Петербург | - поб. Максима Гришина 5 марта 2011 года на M-1 Challenge 23 ( Москва)                                                                           |
| В1                                                             | Кенни Гарнер (поб. Максима Гришина в бою за титул временного чемпиона)     | 14 октября 2011 (M-1 Challenge 27)        | Финикс, Аризона | - поб. Магомеда Маликова 16 мая 2012 года на M-1 Challenge 32 ( Москва)                                                                          |
| 2                                                              | Кенни Гарнер (поб. Гурама Гугенишвили в бою за титул бесспорного чемпиона) | 21 июня 2012 (M-1 Global: Fedor vs Rizzo) | Санкт-Петербург | - поб. Гурама Гугенишвили 8 декабря 2012 года на M-1 Challenge 36 ( Мытищи)                                                                      |
| 3                                                              | Дамиан Грабовский                                                          | 30 ноября 2013 (M-1 Challenge 44)         | Тула            | |
| 4                                                              | Марчин Тыбура                                                              | 15 августа 2014 (M-1 Challenge 50)        | Санкт-Петербург | - поб. Дениса Смолдарева 25 ноября 2014 года на M-1 Challenge 53 ( Пекин) - поб. Анте Делия 20 сентября 2015 года на M-1 Challenge 61 ( Назрань) |
| Тыбура отказался от титула и покинул M-1 в декабре 2015 года.  |                                                                            |                                           |                 | |
| 5                                                              | Александр Волков (поб. Дениса Смолдарева)                                  | 19 февраля 2016 (M-1 Challenge 64)        | Москва          | - поб. Аттилу Вега 16 июня 2016 года на M-1 Challenge 68 ( Санкт-Петербург)                                                                      |
| Волков отказался от титула и покинул M-1 в сентябре 2016 года. |                                                                            |                                           |                 | |

### Чемпионы в полутяжёлом весе
84—93 кг (186—205 фунтов)
| №                                                               | Имя                                        | Дата                                | Место получения | Защиты |
| --------------------------------------------------------------- | ------------------------------------------ | ----------------------------------- | --------------- | --- |
| 1                                                               | Вячеслав Василевский (поб. Томаша Наркуна) | 10 декабря 2010 (M-1 Challenge 22)  | Москва          | |
| Василевский отказался от титула, перейдя в средний вес.         |                                            |                                     |                 | |
| 2                                                               | Винни Магальяйнс (поб. Виктора Немкова)    | 29 апреля 2011 (M-1 Challenge 25)   | Санкт-Петербург | - поб. Михаила Зайца 14 октября 2011 года на M-1 Challenge 27 ( Финикс, Аризона)                                                                                      |
| Магальяйнс покинул M-1 в январе 2012 года.                      |                                            |                                     |                 | |
| 3                                                               | Сергей Корнев (поб. Марцина Зонтека)       | 30 сентября 2012 (M-1 Challenge 34) | Москва          | |
| Корнев объявил о завершении спортивной карьеры в мае 2013 года. |                                            |                                     |                 | |
| 4                                                               | Штефан Пютц (поб. Виктора Немкова)         | 14 марта 2014 (M-1 Challenge 46)    | Санкт-Петербург | - поб. Луиса Миранду 15 августа 2014 года на M-1 Challenge 50 ( Санкт-Петербург) - поб. Валерия Мясникова 17 декабря 2014 года на M-1 Challenge 54 ( Санкт-Петербург) |
| 5                                                               | Виктор Немков                              | 4 декабря 2015 (M-1 Challenge 63)   | Санкт-Петербург | |
| 6                                                               | Рашид Юсупов                               | 27 мая 2016 (M-1 Challenge 66)      | Оренбург        | - поб. Штефана Пютца 18 февраля 2017 года на M-1 Challenge 74 ( Санкт-Петербург)                                                                                      |
| Юсупов отказался от титула и покинул М-1 в апреле 2017 года.    |                                            |                                     |                 | |
| 7                                                               | Хадис Ибрагимов (поб. Дмитрия Микуцу)      | 25 августа 2018 (M-1 Challenge 96)  | Санкт-Петербург | - поб. Рафала Кияньчука 30 марта 2019 года на M-1 Challenge 101 ( Алма-Ата)                                                                                           |

### Чемпионы в среднем весе
77—84 кг (171—185 фунтов)
| №                                                                      | Имя                                                                      | Дата                               | Место получения | Защиты                                                                              |
| ---------------------------------------------------------------------- | ------------------------------------------------------------------------ | ---------------------------------- | --------------- | ----------------------------------------------------------------------------------- |
| 1                                                                      | Рафал Мокс (поб. Магомеда Султанахмедова)                                | 10 декабря 2010 (M-1 Challenge 22) | Москва          |                                                                                     |
| Мокс отказался от титула в марте 2011 года, перейдя в полусредний вес. |                                                                          |                                    |                 |                                                                                     |
| 2                                                                      | Магомед Султанахмедов (поб. Тайсона Джеффриза)                           | 25 марта 2011 (M-1 Challenge 24)   | Норфолк         |                                                                                     |
| В1                                                                     | Мариу Миранда (поб. Артура Гусейнова в бою за титул временного чемпиона) | 16 мая 2012 (M-1 Challenge 32)     | Москва          |                                                                                     |
| 3                                                                      | Рамазан Эмеев                                                            | 15 ноября 2012 (M-1 Challenge 35)  | Санкт-Петербург | - поб. Мариу Миранду 9 апреля 2013 года на M-1 Challenge 38 ( Санкт-Петербург)      |
| 4                                                                      | Вячеслав Василевский                                                     | 7 сентября 2014 (M-1 Challenge 51) | Санкт-Петербург |                                                                                     |
| 5                                                                      | Рамазан Эмеев                                                            | 10 апреля 2015 (M-1 Challenge 56)  | Москва          | - поб. Луиджи Фьораванти 5 декабря 2015 года на M-1 Challenge 63 ( Санкт-Петербург) |
| Эмеев отказался от титула и покинул M-1 в мае 2017 года.               |                                                                          |                                    |                 |                                                                                     |
| 6                                                                      | Артём Фролов (поб. Каю Магальяйнса)                                      | 27 октября 2017 (M-1 Challenge 84) | Санкт-Петербург | - поб. Джо Риггса 1 июня 2018 года на M-1 Challenge 93 ( Челябинск)                 |
| 7                                                                      | Бруну Силва                                                              | 2 ноября 2018 (M-1 Challenge 98)   | Челябинск       |                                                                                     |

### Чемпионы в полусреднем весе
70—77 кг (156—170 фунтов)
| №                                                                | Имя                                    | Дата                               | Место получения | Защиты |
| ---------------------------------------------------------------- | -------------------------------------- | ---------------------------------- | --------------- | --- |
| 1                                                                | Шамиль Завуров (поб. Абнера Льовераса) | 10 декабря 2010 (M-1 Challenge 22) | Москва          | - поб. Тома Галликкио 5 марта 2011 года на M-1 Challenge 23 ( Москва) - поб. Ясуби Эномото 29 апреля 2011 года на M-1 Challenge 25 ( Санкт-Петербург) |
| 2                                                                | Ясуби Эномото                          | 9 декабря 2011 (M-1 Challenge 30)  | Коста-Меса      | |
| 3                                                                | Рашид Магомедов                        | 16 марта 2012 (M-1 Challenge 31)   | Санкт-Петербург | - поб. Александра Яковлева 15 ноября 2012 года на M-1 Challenge 35 ( Санкт-Петербург) |
| Магомедов отказался от титула и покинул M-1 в декабре 2013 года. |                                        |                                    |                 | |
| 4                                                                | Мурад Абдулаев (поб. Марсело Брито)    | 6 июня 2015 (M-1 Challenge 58)     | Таргим          | |
| 5                                                                | Алексей Кунченко                       | 8 апреля 2016 (M-1 Challenge 65)   | Санкт-Петербург | - поб. Мурада Абдулаева 18 ноября 2016 года на M-1 Challenge 72 ( Москва) - поб. Максима Грабовича 3 марта 2017 года на M-1 Challenge 75 ( Москва) - поб. Сергея Романова 27 октября 2017 года на M-1 Challenge 84 ( Санкт-Петербург) - поб. Александра Бутенко 30 марта 2018 года на M-1 Challenge 90 ( Санкт-Петербург) |
| 6                                                                | Шавкат Рахмонов (поб. Данилу Приказа)  | 30 марта 2019 (M-1 Challenge 101)  | Алма-Ата        | |

### Чемпионы в лёгком весе
66—70 кг (146—155 фунтов)
| №                                                             | Имя                                         | Дата                                         | Место получения | Защиты |
| ------------------------------------------------------------- | ------------------------------------------- | -------------------------------------------- | --------------- | --- |
| 1                                                             | Артём Дамковский (поб. Майрбека Тайсумова)  | 28 октября 2010 (M-1 Challenge 21)           | Санкт-Петербург | |
| 2                                                             | Хосе Фигероа                                | 25 марта 2011 (M-1 Challenge 24)             | Норфолк         | |
| 3                                                             | Даниэль Вайхель                             | 20 ноября 2011 (M-1 Global: Fedor vs Monson) | Москва          | |
| 4                                                             | Муса Хаманаев                               | 21 июня 2012 (M-1 Global: Fedor vs Rizzo)    | Санкт-Петербург | - поб. Нико Пухакку 27 февраля 2013 года на M-1 Challenge 37 ( Оренбург) - поб. Владимира Николаева 28 февраля 2014 года на M-1 Challenge 45 ( Санкт-Петербург)                                                                 |
| Хаманаев отказался от титула и покинул M-1 в мае 2014 года.   |                                             |                                              |                 | |
| 5                                                             | Максим Дивнич (поб. Джамбулата Курбанова)   | 17 декабря 2014 (M-1 Challenge 54)           | Санкт-Петербург | |
| 6                                                             | Мансур Барнауи                              | 2 мая 2015 (M-1 Challenge 57)                | Оренбург        | |
| Барнауи лишён титула в мае 2016 года за нарушение контракта.  |                                             |                                              |                 | |
| 7                                                             | Александр Бутенко (поб. Артёма Дамковского) | 4 июня 2016 (M-1 Challenge 67)               | Баку            | |
| 8                                                             | Абукар Яндиев                               | 18 февраля 2017 (M-1 Challenge 74)           | Санкт-Петербург | |
| Яндиев отказался от титула и покинул M-1 в феврале 2017 года. |                                             |                                              |                 | |
| 9                                                             | Дамир Исмагулов (поб. Максима Дивнича)      | 26 мая 2017 (M-1 Challenge 78)               | Оренбург        | - поб. Рожериу Карранку 10 ноября 2017 года на M-1 Challenge 85 ( Москва) - поб. Раула Тутараули 22 февраля 2018 года на M-1 Challenge 88 ( Москва) - поб. Артёма Дамковского 15 июня 2018 года на M-1 Challenge 94 ( Оренбург) |
| Исмагулов отказался от титула и покинул M-1 осенью 2018 года. |                                             |                                              |                 | |
| 10                                                            | Роман Богатов (поб. Рубенилтона Перейру)    | 28 сентября 2018 (M-1 Challenge 97)          | Казань          | |

### Чемпионы в полулёгком весе
до 66 кг (145 фунтов)
| №                                                      | Имя                                  | Дата                               | Место получения | Защиты |
| ------------------------------------------------------ | ------------------------------------ | ---------------------------------- | --------------- | --- |
| 1                                                      | Марат Гафуров (поб. Вугара Бахшиева) | 15 ноября 2012 (M-1 Challenge 35)  | Санкт-Петербург | - поб. Ли Моррисона 4 апреля 2014 года на M-1 Challenge 47 ( Оренбург)                                                                         |
| Гафуров отказался от титула и покинул M-1 в 2014 году. |                                      |                                    |                 | |
| 2                                                      | Иван Бухингер (поб. Турала Рагимова) | 17 октября 2014 (M-1 Challenge 52) | Назрань         | - поб. Мансура Бернауи 10 октября 2015 года на M-1 Challenge 62 ( Сочи) - поб. Тимура Нагибина 15 июня 2017 года на M-1 Challenge 80 ( Харбин) |
| 3                                                      | Хамзат Далгиев (поб.Ивана Бухингера) | 24 ноября 2017 (M-1 Challenge 86)  | Назрань         | |
| 4                                                      | Нейт Ландвер                         | 21 июля 2018 (M-1 Challenge 95)    | Таргим          | - поб. Андрея Лежнёва 15 декабря 2018 года на M-1 Challenge 100 ( Атырау)                                                                      |

### Чемпионы в легчайшем весе
до 61 кг (135 фунтов)
| №  | Имя                                                                       | Дата                               | Место получения | Защиты |
| -- | ------------------------------------------------------------------------- | ---------------------------------- | --------------- | --- |
| 1  | Павел Витрук (поб. Виталия Бранчука)                                      | 21 октября 2016 (M-1 Challenge 71) | Санкт-Петербург | |
| В1 | Мовсар Евлоев (поб. Алексея Невзорова в бою за титул временного чемпиона) | 22 апреля 2017 (M-1 Challenge 76)  | Назрань         | |
| 2  | Мовсар Евлоев (поб. Павла Витрука в бою за титул бесспорного чемпиона)    | 22 июля 2017 (M-1 Challenge 81)    | Таргим          | - поб. Сергея Морозова 22 февраля 2018 года на M-1 Challenge 88 ( Москва) - поб. Рафаэля Диаса 21 июля 2018 года на M-1 Challenge 95 ( Таргим) |
|    | Евлоев отказался от титула и покинул М-1 в 2019 году                      |                                    |                 | |
| 3  | Сергей Морозов (поб.Александра Осетрова)                                  | 19 октября 2019                    | Нур Султан      | |

### Чемпионы в наилегчайшем весе
до 57 кг (125 фунтов)
| № | Имя                                         | Дата                                | Место получения | Защиты                                                                      |
| - | ------------------------------------------- | ----------------------------------- | --------------- | --------------------------------------------------------------------------- |
| 1 | Александр Доскальчук (поб. Вадима Малыгина) | 23 сентября 2017 (M-1 Challenge 83) | Казань          | поб. Армана Ашимова 24 мая 2018 года на M-1 Challenge 92 ( Санкт-Петербург) |

### Чемпионы среди женщин
| № | Имя                              | Дата                               | Место получения | Защиты |
| --- | -------------------------------- | ---------------------------------- | --------------- | ------ |
| 1 | Яна Куницкая (поб. Синди Дандуа) | 10 декабря 2010 (M-1 Challenge 22) | Москва          |        |
| После M-1 Challenge 22 не было проведено ни одного женского титульного боя, а в 2013 году Куницкая объявила об окончании спортивной карьеры. |                                  |                                    |                 |        |

### Турнир команд
В 2008 и 2009 годах M-1 Challenge представлял собой командный турнир. Ниже представлены результаты первых двух сезонов.
| Год  | Победитель                                                                                                | Финалист                                                                                                   | Дата финала    | Место проведения финала |
| ---- | --- | --- | -------------- | ----------------------- |
| 2008 | Red Devil Fighting Team - Михаил Малютин - Эрик Оганов - Дмитрий Самойлов - Михаил Заяц - Алексей Олейник | «Сборная Нидерландов» - Богдан Кристеа - Романо де лос Рейес - Джейсон Джонс - Дэвид Хагсма - Джесси Гиббс | 11 января 2009 | Амстелвен               |
| 2009 | «Легион» - Юрий Ивлев - Магомед Шихшабеков - Ансар Чалангов - Бесики Геренава - Гаджимурад Омаров         | «Сборная Востока США» - Иван Жорже - Герсон Дос Сантос - Данило Перейра - Чак Григсби - Ллойд Маршбанкс    | 3 декабря 2009 | Санкт-Петербург         |